# Biocarga
Biocarga (Bioburden) é um parâmetro que estima a quantidade de microorganismos que podem estar presentes em determinado local ou objeto, num dado tempo. Esse termo também se refere ao tipo e o grau de resistência de uma contaminação microbiológica. 

A biocarga é essencial para verificar a eficiência de um processo de esterilização, sendo que é determinado tanto antes como após a realização desse processo. A partir dele são estabelecidos outros parâmetros utilizados para realizar o teste de esterilidade. 